# Gabriel Acacius Coussa
Gabriel Léon Coussa, B.A. (Aleppo, 3 augustus 1897 - Rome, 29 juli 1962) was een Syrisch geestelijke van de Melkitische Grieks-Katholieke Kerk en een kardinaal van de Rooms-Katholieke Kerk.
Gabriel Léon Coussa was de zoon van Rizcallah Coussa en zijn vrouw Suzanne. In 1911 trad hij in bij de Melkitische Orde van Basilianus van Aleppo, waarna hij de naam Acacius aannam. Hij studeerde daarna rechten in Rome, waar hij op 25 december 1920 tot priester werd gewijd. Daarna was hij voor zijn orde werkzaam in Beiroet en vanaf 1929 in Rome, waar hij de Melkitische Kerk vertegenwoordigde in de commissie voor de codificatie van het Oosterse canonieke recht. Vanaf 1932 was hij hoogleraar canoniek recht aan het Pauselijke Athenaeum Sant'Apoliinare. In 1946 werd hij secretaris van de Pauselijke Commissie voor de Interpretatie van de Code van het Canonieke Recht.
Op 26 februari 1961 werd Coussa benoemd tot titulair aartsbisschop van Hierapolis. Zijn bisschopswijding vond plaats op 16 april 1961. Op 4 augustus 1961 volgde zijn benoeming tot pro-secretaris van de Congregatie voor de Oosterse Kerken, een hoge functie binnen de Romeinse Curie omdat tot 1967 het prefectschap van deze congregatie door de paus zelf bekleed werd.
Tijdens het consistorie van 19 maart 1962 werd Coussa dan ook kardinaal gecreëerd, merkwaardigerwijze niet in de rang van kardinaal-diaken zoals van een curiefunctionaris verwacht had kunnen worden, maar als kardinaal-priester. Zijn titelkerk werd de Sant'Atanasio, een kerk die, niet toevallig, een sterke band heeft met de Oosters-katholieke Kerken. Hij was de eerste secretaris van de Congregatie voor Oosterse Kerken die uit een van deze kerken zelf afkomstig was.
De carrière van Coussa werd abrupt afgebroken toen hij enkele maanden later blindedarmontsteking kreeg. Hij overleed op 29 juli 1962 aan de buikvliesontsteking die hij als gevolg van de verwaarlozing hiervan had opgelopen.
- Gemeinsame Normdatei: 173761585
- International Standard Name Identifier: 0000 0003 8583 7995
- Nederlandse Thesaurus van Auteursnamen: 080671225
- Réseau des bibliothèques de Suisse occidentale: 02-A003140689
- Istituto Centrale per il Catalogo Unico: MILV224414
- Virtual International Authority File: 212356011
- WorldCat: E39PBJktmjWmQRx8Y9bxMKkFKd